# Robertsfors kommunala realskola
Robertsfors kommunala realskola var en kommunal realskola i Robertsfors verksam från 1951 till 1965.

## Historia
Skolan fanns som högre folkskola som 1951 ombildades till kommunal mellanskola 1951 vilken den 1 juli 1952 ombildades till kommunal realskola.
Realexamen gavs från 1952 till 1965.
Skolbyggnaden används efter realskoletiden av Tundalsskolan.